# El buner d'Ordino
El buner de Ordino (El gaitero de Ordino) es un cuento popular de Andorra sobre un gaitero que se salva de los lobos trepando a un árbol y los mantiene a raya con el sonido de su gaita (buna o sac de gemecs).

## Historia
En el cuento, la gente de la ciudad de Canillo deciden contratar un gaitero para amenizar el baile de la fiesta mayor, pero cuando la noche empieza a caer el gaitero aún no ha llegado. Resulta que el gaitero, en su camino a la fiesta, fue sorprendido por una manada de lobos en la montaña Casamanya. El gaitero asustado empezó a huir pero, viendo que los lobos le atraparían, logró subir a un árbol para escapar de la manada. Mientras subía, la gaita se le quedó atrapada entre las ramas, y cuando la intentó liberar, con la presión salió un sonido tan aterrador que las bestias echaron a correr. Así pudo salvarse y llegar a salvo al pueblo.
Dependiendo de la versión de la leyenda, un grupo de investigación encontró al día siguiente al gaitero, que había seguido tocando la gaita para mantener alejados a los lobos, o bien llega tarde a la fiesta habiendo tocado la gaita durante todo el camino.

## Representaciones
Un sello conmemorando sobre esta historia fue producida en 2002 por la administración postal francesa. En 2012, la compañía de danza El Esbart de los Valles del Norte realizó un baile basado en el cuento en el Auditorio Nacional d'Andorra.